# Socrata
Socrata – amerykański producent oprogramowania z siedzibą w Seattle (USA), koncentrujący swoją działalność na demokratyzacji dostępu do danych rządowych. Pomaga ona organizacjom sektora publicznego poprawiać przejrzystość świadczonych na rzecz obywateli usług, a także procesów decyzyjnych, poprzez dostarczanie mechanizmów udostępniania danych publicznych.
Jego klientami są m.in. Bank Światowy, Medicare, Data.gov, Energy-Star, miasto Nowy Jork, miasto Chicago, miasto San Francisco, miasto Oregon oraz miasto Maryland.